# Zdeněk Pokorný (astronom)
Zdeněk Pokorný (27. února 1947 Brno – 5. prosince 2007 tamtéž) byl český astronom a popularizátor tohoto oboru, ředitel brněnské hvězdárny.

## Život
Zdeněk Pokorný působil na hvězdárně v Brně od začátku 60. let 20. století jako demonstrátor – průvodce, který návštěvníkům ukazuje noční oblohu. Sám se zajímal od dětství především o planety. Po absolvování fyziky na přírodovědecké fakultě brněnské Univerzity Jany Evangelisty Purkyně (dnešní Masarykova univerzita) byl v letech 1970–1972 ředitelem Lidové hvězdárny v Prostějově. Z politických důvodů musel vedoucí místo opustit, následně se vrátil do Brna, kde působil v dalších desetiletích. V 90. letech také přednášel na Masarykově univerzitě. Od roku 2002, kdy vystřídal svého kolegu Zdeňka Mikuláška, byl až do své smrti v roce 2007 ředitelem brněnské Hvězdárny a planetária Mikuláše Koperníka.
Jako popularizátor astronomie byl autorem či spoluautorem několika knih.
Byl členem Československé, později České astronomické společnosti (ČAS) a v jednom volebním období byl místopředsedou ústředního výboru ČAS.